# Alix Konadu
Alix Opoku-Bosompra (Brussel, 27 augustus 1992), bekend onder de artiestennaam Alix Konadu, is een Belgisch-Ghanees actrice.

## Biografie

### Opleiding
Konadu volgde haar opleiding tot actrice aan Cours Florent in Brussel en vervolgens aan het Koninklijk Conservatorium in Antwerpen. In 2020 behaalde ze haar bachelorsdiploma aan het Institut Supérieur des Arts et des Chorégraphies van de Koninklijke Academie voor Schone Kunsten van Brussel. Hier volgde ze vervolgens een opleiding met focus op choreografie en beweging in de stedelijke ruimte. Ze combineert haar residentie bij het Brussels nomadische kunstencentrum Moussem met de perfocraZe International Artist Residency in het Ghanese Kumasi.

### Theater
Konadu werkte in 2017 met het collectief Divadlo Continuo aan het theaterstuk In the Circle in een kasteelgracht in Tsjechië. Ze was van 2018 tot 2021 actief bij Duende, een internationaal collectief waarmee ze in het Griekse Athene meerdere stukken maakte en speelde. Konadu maakte in 2019 deel uit van de human-sculpture performance Mensen Dragen Dingen van Lotte Boonstra op het Over het IJ Festival in Amsterdam. Dat jaar richtte ze met muzikant Ben Tanghe het collectief Omelett op. Met dit collectief worden kindervoorstelling opgevoerd doorheen België. In 2022 speelde ze mee in Extrême/Malecane, een theaterstuk van Paola Pisciottano dat zowel in Italië als België werd opgevoerd. In 2024 vertolkte ze een van de hoofdrollen als Dido in Hannibal van Michael De Cock en Junior Mthombeni.

### Film en televisie
In 2019 was Konadu te zien als Melanie in de jeugdreeks De regel van 3S. Daarnaast vertolkte ze de rol van Maaika in de film Binti en de bijbehorende videoclip van het nummer Forgotten van Le Motel, Martha Da'ro en Miss Angel. In juni 2021 stond ze voor het eerst op de set van de soapserie Familie. Vanaf oktober 2021 was ze ook op televisie te zien, als Kato Vermeersch. Ruim een jaar later, in november 2022, verliet ze de serie alweer om naar haar familie in Ghana te reizen. In dezelfde periode werd ze ook deel van de cast van de komische reeks Loslopend wild. In 2022 speelde ze mee in de kortfilm Timeloop als Zoë, naast Sofie Joan Wouters en Hilde Heijnen. Ze vertolkte Rhian in de misdaadserie Styx in 2024.

### Activisme en politiek
Ze maakt deel uit van het kunstenaarsplatform State of the Arts. Hiermee pleit ze onder andere voor meer inclusiviteit in de filmsector. In het boek Vlaanderen excelleert!? uit 2021 verscheen een protestspeech van haar hieromtrent. Ze was daarnaast moderator op de twaalfde editie van de jeugd-COP van het Europees Economisch en Sociaal Comité rond klimaatverandering in 2021.
In 2018 stond ze op de zesde plaats van de Brusselse stadslijst van de Parti Socialiste voor de gemeenteraadsverkiezingen. Ze werd verkozen als gemeenteraadslid, maar nam op 21 september 2021 ontslag.

## Filmografie
- De regel van 3S - Melanie (2019)
- Binti - Maaika (2019)
- Loslopend wild - diverse rollen (2021-2022)
- Familie - Kato Vermeersch (2021-2022)
- Timeloop - Zoë (2022)
- Styx - Rhian (2024)